# Día Internacional de la Partera
El Día Internacional de las Parteras es una jornada que se celebra anualmente el 5 de mayo desde 1991, establecida por la Confederación Internacional de Parteras (ICM, por sus siglas en inglés) en 1987 y respaldada por la Organización Mundial de la Salud (OMS) y UNICEF.

## Proclamación
El Día Internacional de las Parteras fue propuesto por la Confederación Internacional de Parteras en su congreso de 1987 en los Países Bajos. La iniciativa buscaba honrar y reconocer el papel esencial de las comadronas en la atención a la salud maternal y neonatal.

## Celebración
Este día se celebra anualmente el 5 de mayo, la fecha fue elegida para honrar la creación de la ICM y subrayar la importancia de la profesión de las matronas. Desde su primera celebración en 1991, el día se ha observado en más de 50 países, destacando la importancia global del trabajo de las comadronas y disfrutando del respaldo de la OMS y UNICEF. Desde 2009, las celebraciones incluyen también la Conferencia Virtual Internacional del Día de la Partera (VIDM, por sus siglas en inglés), un evento gratuito en línea que se lleva a cabo en torno a esta fecha. La conferencia, que dura 24 horas, permite a comadronas, estudiantes y personas interesadas en temas de parto de todo el mundo, conectarse y compartir conocimientos mediante una plataforma de conferencias en línea, subrayando el compromiso global con la mejora de los cuidados en el parto.

## Temas
- 2005: Hacer que cada madre y cada niño cuenten[4]
- 2006: Día de la Partera 2006: 'Extracto: Contratar parteras, salva vidas'[5]
- 2007: Las parteras llegan a las mujeres, dondequiera que vivan[6]
- 2008: La partería: un compromiso mundial con las mujeres y los recién nacidos[7][8]
- 2009: Extracto: La presencia de una partera durante un nacimiento puede significar la diferencia entre la vida y la muerte[9]
- 2010: El mundo necesita parteras ahora más que nunca[10]
- 2011: El camino a Durban: ¡Parteras caminando por las mujeres del mundo![11]
- 2012: El mundo necesita parteras más que nunca,[12] Las inversión en la partería son beneficiosas[13]
- 2013: ¡El mundo necesita parteras ahora más que nunca![14]
- 2014: El mundo necesita parteras ahora más que nunca, Las parteras cambian el mundo, una familia a la vez[15]
- 2015: Matronas: para un futuro mejor[16]
- 2016: Mujeres y recién nacidos: en el corazón de la partería[17]
- 2017: Parteras, madres y familias: ¡socios para la vida[18]
- 2018: Matronas liderando el camino con un cuidado de calidad[19]
- 2019: Matronas y Matrones: Defensores de los Derechos de la Mujer[20]
- 2020: Matronas y mujeres: celebrar, demostrar, movilizar, unir[21]
- 2021: Los datos hablan por sí mismos: hay que invertir en las Matronas[22][23]
- 2022: ¡100 años de progreso![24]
- 2023: Juntos de Nuevo: de la evidencia a la realidad[25]
- 2024: Parteras: una solución climática vital[26]